# San Sebastian (Goudkust)

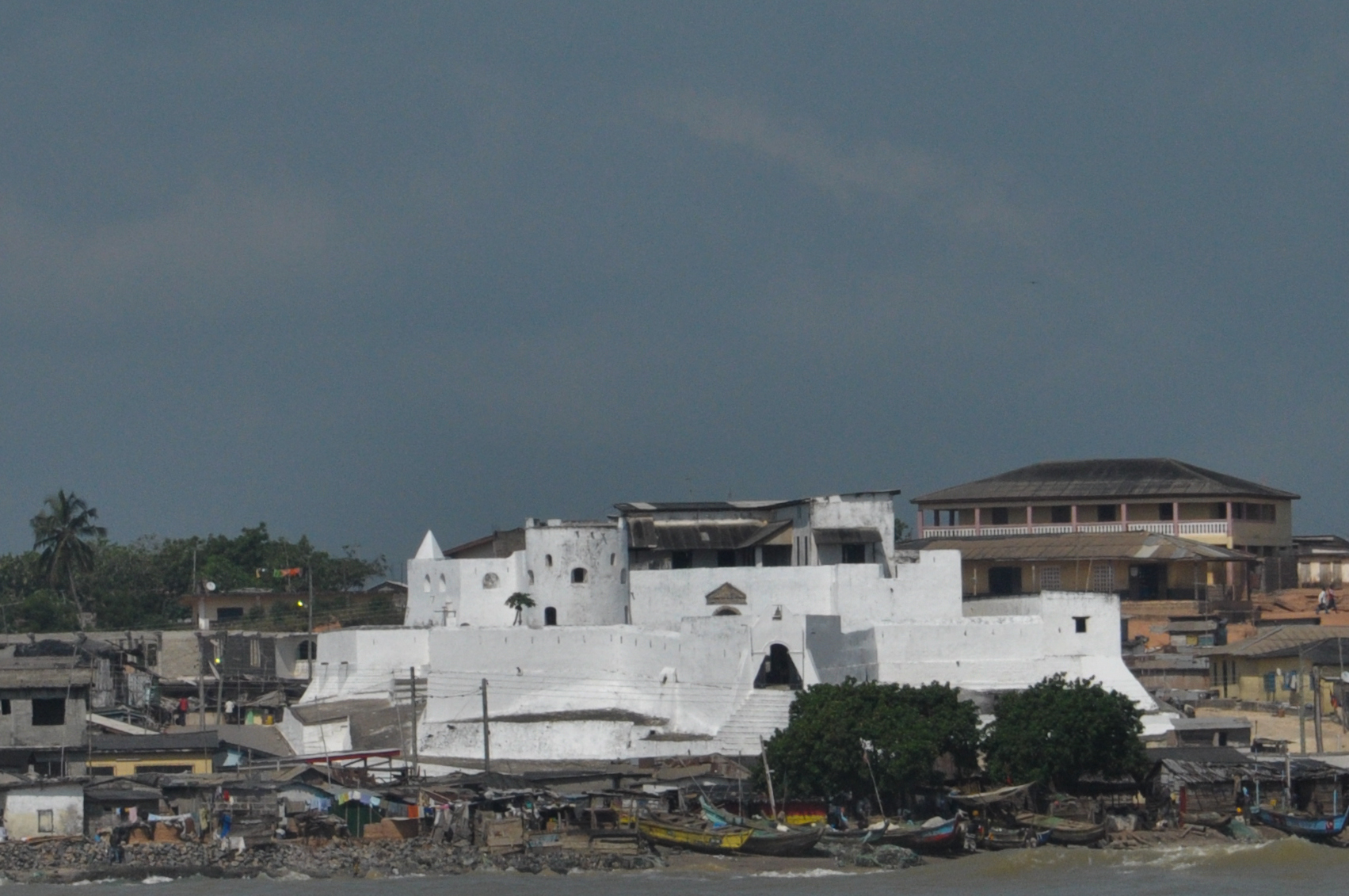
Fort San Sebastian gezien in 2011.

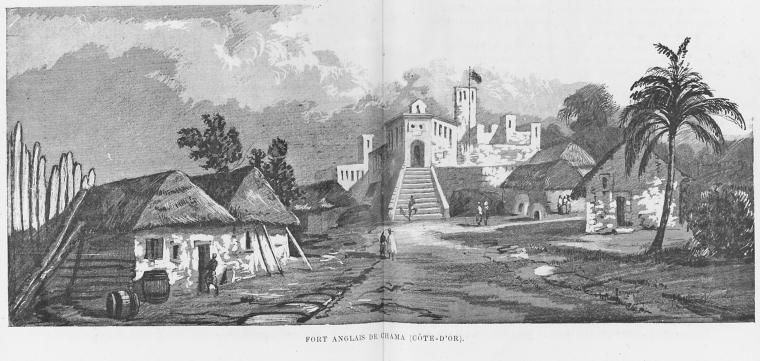
Het fort in 1890.

San Sebastian (Portugees: São Sebastião, ook wel Shama of Chama genoemd) is een fort aan de Goudkust, in het huidige Ghana.
In de eerste jaren van de Portugese handelsactiviteiten aan de Goudkust was dit het eerste fort dat werd gebouwd. Dat was in het jaar 1526, dit fort werd veroverd door de West-Indische Compagnie. De Compagnie plaatste er in 1645 een garnizoen, commandant, 4 soldaten en 15 slaven.
In 1664 werd het fort veroverd door Engeland, dat het als een bedreiging zag voor zijn eigen forten. De Engelsen vernietigden het, en verlieten het weer. De WIC herbouwde het fort een jaar later, en behield het fort. Het fort werd vooral gebruikt voor het ronselen van slaven, die naar Curaçao verscheept werden. Bij het Verdrag van Sumatra in 1872 kwam het in Brits bezit.